# John Francis Davis
Sir John Francis Davis (London, 1795. július 16. – Gloucestershire, 1890. november 13.) kínai neve pinjin hangsúlyjelekkel: Dài Wéisī; magyar népszerű: Taj Vej-sze; egyszerűsített kínai: 戴维斯; hagyományos kínai: 戴維斯) brit diplomata, Hongkong kormányzója, sinológus.

## Élete, munkássága
Davis 1813-ban a Kelet-indiai Társaság megbízásából utazott Kantonba. Diplomata karrierje tetőpontját az jelentette, amikor 1844-ben kinevezték Hongkong kormányzójának. Hivatala alatt mind a hongkongi lakosság, mind pedig a brit kereskedők ellenszenvvel viseltettek iránta, az általa bevezetett különféle adónemek miatt. A hétvégi lóversenyek is az ő ideje alatt kezdődtek, amely mára Hongkong egyik büszke hagyományává vált. Ő rendelte el az első népszámlálást is, amely szerint 23. 988 lakosa volt Hongkongnak. A helyi brit kereskedőkkel kialakul, a végletekig elmérgesedett helyzet miatt 1848. március 21-én lemondott hivataláról.
1829-ben Davist a Royal Asiatic Society, tagjai közé választotta. Ő fordította angolra a Hao csiu csuan (好逑傳) című regényt (1842).

## Főbb művei
- John Francis Davis. Chinese Novels, translated from the Originals, etc. (London: John Murray 1822).
- Sir John Francis Davis. A vocabulary, containing Chinese words and phrases peculiar to Canton and Macao, and to the trade of those places: together with the titles and addresses of all the officers of Government, Hong merchants, &c. &c. alphabetically arranged, and intended as an aid to correspondence and conversation .... printed at the Honorable Company's Press, by P.P. Thoms, 77. o. (1824). Hozzáférés ideje: 2011. július 6.
- John Francis Davis, The Chinese: A General Description of the Empire of China and Its Inhabitants (London: Charles Knight, 1836). volume one; volume two
- John Francis Davis, 'Sketches of China; partly during an inland journey of four months between Peking, Nanking, and Canton; with notices and observations relative to the present war.' Charles Knight & Co., Ludgate Street. London. 1841. In 2 volumes.
- China, during the war and since the peace